# Ré bemol maior
Ré bemol maior (abreviatura no sistema europeu Ré♭ M e no americano D♭) é a tonalidade que consiste na escala maior de ré bemol e contém as notas ré bemol, mi bemol, fá, sol bemol, lá bemol, si bemol, dó e ré bemol. A sua armadura contém, pois, cinco bemóis. A sua tonalidade relativa é si bemol menor e a sua paralela ré bemol menor. É enarmônica de dó sustenido maior.

## Composições clássicas em ré bemol maior
- Barcarola Número 8 em Ré Bemol Maior[1] - Gabriel Urbain Fauré

- Estudo Número 8 em Ré Bemol Maior[2] - Frédéric François Chopin